# Felipe Pérez (político)
Felipe Pérez Martí es un economista de Valle de la Pascua, Estado Guárico, Venezuela, quien fue ministro de Planificación, jefe del gabinete económico, presidente de la Comisión de la Transformación del Estado y presidente de la Comisión del Poder Popular, fue nombrado el 5 de mayo de 2002 durante un programa de Aló Presidente hasta abril de 2003 en el Gobierno de Chávez, luego de que ocurriera la matanza de los Sucesos de Puente Llaguno.
Tiene un PhD en economía de la Universidad de Chicago, de Estados Unidos y fue profesor del IESA en Caracas. Coordina actualmente el Movimiento Libertadores, a quien califica como una especie de Consejo Nacional Electoral (CNE) fáctico, pues impulsa el poder del soberano. No solo en elecciones, como la Consulta del 16J, sino con sus acciones de protesta en la calle, con asambleas comunitarias, cabildos abiertos, organización para la lucha y para resolver problemas de manera solidaria.